# Sergueï Bezroukov
Sergueï Vitalievitch Bezroukov (en russe : Сергей Витальевич Безруков), né le 18 octobre 1973 à Moscou, est un acteur soviétique puis russe de théâtre et de cinéma. Il travaille aussi dans le doublage des films et dessins animés. Il reçoit le titre d'Artiste du peuple de la fédération de Russie en 2008.

## Biographie
Sergueï Bezroukov naît le 18 octobre 1973 à Moscou. Son père, Vitali Sergueïevitch Bezroukov, est acteur et metteur en scène et se produit au théâtre de la Satire de Moscou. Sa mère, Natalia Mikhaïlovna Bezroukova - née Sourova (1er janvier 1950) - est mère au foyer puis gérante de magasin. Son grand père maternel, Mikhaïl Ivanovitch Sourov (1924-2005) est cousin au deuxième degré de son père. Il travaille à l'appareil économique du Parti à Lyskovo, dans l'oblast de Nijni Novgorod. Sa grand-mère, Ekaterina Alekseïevna Sourova (1924-2008), est pédagogue et éducatrice à l'école maternelle et primaire de Lyskovo.
Sergueï étudie à l'école no 402 de Moscou, et, tout petit encore, aime se rendre au théâtre voir son père travailler. Son rêve d'enfance est de suivre ses traces. Diplômé du secondaire en 1990, il s'inscrit ensuite à l'École-studio du Théâtre d'Art Académique de Moscou (MKhAT), et suit les cours d'acteur de cinéma et de théâtre dispensés par Oleg Tabakov. Dès 1993, il joue au Théâtre-studio du même Oleg Tabakov. Il est diplômé en 1994.
Il joue dans des séries télévisées populaires, le rôle de Sacha Belov dans La Brigade, Le Secteur (ru), le rôle de Yeshoua Ha-Nozri dans Le Maître et Marguerite, d'après le célèbre roman de Mikhaïl Boulgakov, Essénine (ru), d'après la vie du poète Sergueï Essénine, dans le film Le Service chinois, et d'autres.
Pendant quelques années, de 1994 à 1999, il travaille au programme des Guignols de la chaîne NTV (Koukly, en russe : Куклы) donnant sa voix à onze personnages, parmi lesquels Boris Eltsine, Vladimir Jirinovski ou Andreï Kozyrev.
Consacré acteur de l'année en Russie, en 2005, il est membre de l'Académie nationale des arts et des sciences cinématographiques de Russie.
En 2007, son rôle d'Irakli dans la comédie familiale L'Ironie du sort. Suite, de Timour Bekmambetov, le fait connaître du large public. De même pour le rôle du général Kappel, dans le film L'Amiral (sur la vie de l'amiral Koltchak), sorti en 2008.
Le 26 juillet 2010, Sergueï devient membre du Conseil patriarcal à la Culture de l'Église orthodoxe de Russie.
Il est adhérent du parti Russie unie depuis 2002. Cependant, en février 2012, il refuse d'apparaître dans un clip de soutien au candidat à l'élection présidentielle, Vladimir Poutine, expliquant cette décision de « ne pas exprimer son opinion, pour ne pas influencer le choix des électeurs ».
En 2000, il se marie avec l'actrice Irina Vladimirovna Bezroukova, née Bakhtoura. Le couple se sépare en 2015. Il s'est ensuite marié à la réalisatrice Anna Matisson.

## Rôles au théâtre

### Théâtre dramatique Maria Iermolova
- 1995 — Ma vie, ou l'avez-vous rêvée ?, mise en scène de F. Veguirina, Sergueï Essénine
- 1995 — Alexandre Pouchkine, mise en scène de V. Bezroukov, Alexandre Pouchkine

### Théâtre-studio d'Oleg Tabakov
- 1993 — Les Passions selon Boumbarach, d'après le personnage créé par Arkadi Gaïdar, édition revisitée mise en scène par Vladimir Machkov, l'étudiant
- 1993 — Biloxi Blues, de Neil Simon, édition revisitée mise en scène par Oleg Tabakov, le soldat du rang Eugene Morris Jerome
- 1993 — La Barrique à ras bord (en russe : Затоваренная бочкотара), de Vassili Pavlovitch Axionov, mise en scène de Evgueni Kamenkovitch (ru), Ivan Koulatchenko et Teleskopov
- 1994 — Le Revizor, de Nicolas Gogol, mise en scène de Sergueï Gazarov (ru)
- 1994 — Le Silence du matelot, d'après l'œuvre d'Alexandre Galitch, mise en scène d'Oleg Tabakov, David Schwartz
- 1995 à 2003 — Les Derniers, de Maxime Gorki, mise en scène d'Alexandre Chapiro, Piotr
- 1995 à 2005 — Psycho, d'Alexandre Mintchine (ru), mise en scène d'Andreï Jitinkine (ru), Alexandre
- 1995 — sketch : Bobok, de Fiodor Dostoïevski, Vingt minutes avec un ange, d'Alexandre Vampilov, mise en scène de Valeri Fokine, Klinevitch pour le premier, et, l'ingénieur Stoupak pour le deuxième
- 1996 — Heure de gloire, heure locale, de Gor Nikolaïev, mise en scène de Vladimir Machkov, Saratov
- 1997 — Au revoir et... applaudissez !, d'Alexeï Bogdanovitch, mise en scène d'Oleg Tabakov, Arlequin
- 1997 à 2003 — Vieux Carré, de Tennessee Williams, édition revisitée mise en scène par Andreï Jitinkine (ru), l'écrivain
- 1997 — Le plus malin s'y laisse prendre, d'Alexandre Ostrovski, mise en scène d'Oleg Tabakov, Egor Dmitritch Gloumov
- 1997 — Les Confessions du chevalier d'industrie Félix Krull, de Thomas Mann, mise en scène d'Andreï Jitinkine (ru), Krull
- 2000 — Les Bas-fonds, de Maxime Gorki, mise en scène d'Alexandre Chapiro, Aliochka
- 2006 — Aventure, d'après les Âmes mortes de Nicolas Gogol, mise en scène de Mindaougas Karbaouskis, Pavel Ivanovitch Tchitchikov
- 2009 — La Folle Journée, ou le Mariage de Figaro, de Beaumarchais, mise en scène de Constantin Bogomolov (ru), Figaro, valet de chambre du comte

### Théâtre Art-partner XXI
- 2000 à 2005 — Tentation, d'Aldo Nicolaï, mise en scène de Valeri Akhadov (ru), Bruno
- 2001 — La Sorcière, d'Anton Tchekhov, mise en scène de V. Bezroukov, Emilien

### Théâtre d'art de Moscou, Anton Tchekhov
- 2000 — Amadeus, mise en scène de Mark Rozovski (ru), Mozart
- 2002 — Le Feu sacré, de Somerset Maugham, mise en scène de Svetlana Aleksandrovna Vragova, Morris Tebret

### Théâtre Monologue duXXIesiècle
- 1999 à 2002 — Le Hamac, d'Andreï Iakhontov, mise en scène d'Andreï Sokolov, Lui

### Centre production Art-Piter
- 2008 — Cyrano de Bergerac, d'Edmond Rostand, mise en scène de V. Bezroukov, Cyrano
- 2008 — Spectacle-mystère Le Voyou, mise en scène de V. Bezroukov, Sergueï Essénine

## Filmographie
- 2002 : La Brigade
- 2004 : Une saga moscovite, feuilleton télévisé de Dmitri Barchtchevski : Vassili Djougachvili
- 2005 : Essénine (ru), feuilleton télévisé d'Igor Zaïtsev : Sergueï Essénine
- 2005 : Le Maître et Marguerite : Yeshoua Ha-Nozri
- 2006 : Pouchkine : Le dernier duel : Alexandre Pouchkine
- 2007 : L'Ironie du sort. Suite de Timour Bekmambetov : Irakli Ismaïlov
- 2008 : L'Amiral : Vladimir Kappel
- 2009 : Gogol (ru) : Alexandre Pouchkine
- 2009 : Tarass Boulba de Vladimir Bortko : narrateur
- 2011 : Un vrai conte de fée (ru)
- 2011 : Vyssotski, merci d'être en vie ! (ru)
- 2012 : Nouvel An 2
- 2012 : Le Match (ru)
- 2012 : Les Mamans (Мамы) de huit réalisateurs : Mikhaïl Yourievitch
- 2012 : 1812 : La Ballade de l'Uhlan (en)
- 2013 : L'Été dernier à Tchoulimsk : l'enquêteur Vladimir Chamanov
- 2015 : Injoignable pour l'instant : Viatcheslav Zolotov
- 2016 : La Voie lactée : Andreï Kaïgorodov
- 2016 : La Passion mystérieuse : Vertikalov
- 2016 : Après toi : Alexeï Temnikov
- 2016 : La Chasse au diable : Max Livius/Maxime Livitine
- 2016 : Protège-moi, mon talisman : Nikolaï Andreïevitch
- 2017 : Mythes : Sergueï Denissevitch / Dionis
- 2017 : Trotski : Vladimir Skalone
- 2018 : Godounov : Boris Godounov
- 2018 : Zapovednik (Le Domaine Pouchkine, récit de Sergueï Dovlatov) : Constantin
- 2021 : Bender: Natchalo : Ibrahim
- 2021 : Bender: Zoloto imperii : Ibrahim
- 2022 : Mister Nokaout : Grigori Kusikiants
- 2022 : Artek. La Grande Aventure (Артек. Большое путешествие), d'Armen Ananikian et Karen Zakharov : Youri Kovalev, père de Roma

## Doublage

### Fictions
- 1995 : Chirli-Myrli (Ширли-мырли) : journaliste
- 1997 : Le Vaisseau de Sosies (Корабль двойников) : plusieurs personnages
- 1997 : Le Vin de l'été (en) (Вино из одуванчиков) : Colonel
- 1997 : Le Portrait magique (ru) (Волшебный портрет) : Wan Lun
- 1998 : Le Pays des sourds(Страна глухих) : Alyocha
- 2000 : Le Roman des Chevaliers (ru) (Рыцарский роман)
- 2003 : Le Secteur (ru) (Участок) : César
- 2005 : Le Maître et Marguerite (Мастер и Маргарита) : Maître
- 2007 : Le Fiancé et le Papa (Жених и папенька)
- 2008 : Wanted : Choisis ton destin : Wesley Gibson
- 2008 : Moisissure (ru) (Плесень) : voix off
- 2008 : Tarass Boulba (Тарас Бульба) : voix off
- 2012 : Mosgaz (ru) (МосГаз) : Nikita Khrouchtchev
- 2013 : Le Fils du Père des peuples (ru) (Сын отца народов) : Vassili Djougachvili

### Dessins animés
- 1997 : Anastasia : Bartok
- 2002 : Karlsson sur le toit (sv) : Karlsson
- 2006 : Prince Vladimir (Князь Владимир) : Vladimir Ier
- 2008 : Le Conte du brave Tirailleur Fedot (en) : Fedot